# Katherine Sui Fun Cheung
Katherine Sui Fun Cheung (chinês tradicional: 張瑞芬, chinês simplificado: 张瑞芬, pinyin: Zhāng Ruìfēn, Enping, 12 de dezembro de 1904 — Thousand Oaks, 2 de setembro de 2003) foi um aviadora chinesa. Ela recebeu uma das primeiras licenças privadas emitidas para uma chinesa e foi a primeira chinesa a obter uma licença de voo internacional. Ela se tornou cidadã dos Estados Unidos após obter sua licença.

## Início de vida
Zhang Ruifen nasceu em 12 de dezembro de 1904 em Enping, província de Cantão, China, filha de Nie Qinglan (em chinês:  聶清蘭) e Zhang Shunbing (em chinês:  張舜炳). Sua mãe foi aluna da Escola Bíblica Paxian em Cantão (cidade) e seu pai era um empresário que interagia com a comunidade chinesa nos Estados Unidos. Sua mãe levou Zhang para Cantão quando ela era criança e ela completou sua educação primária na Guangzhou True Light Middle School. Continuando seus estudos na Escola de Ensino Médio N.º 7 da Cidade de Guangzhou, graduou-se em 1921 quando passou no exame do Ministério da Educação.
Após sua formatura, ela obteve um passaporte e aos dezessete anos mudou-se para os Estados Unidos para estudar música em várias instituições, incluindo o Conservatório de Música de Los Angeles, a Universidade Politécnica Estadual da Califórnia, a Pomona College e a Universidade do Sul da Califórnia (USC). Seu pai, que era um comprador de produtos agrícolas, foi com Zhang para os Estados Unidos e a levaria ao Aeroporto Dycer em Los Angeles para praticar direção de carro. Zhang ficou fascinada com os aviões e queria aprender a voar. Depois de três anos estudando piano na USC, Zhang largou a escola e se casou com o sócio de seu pai, George Young, mantendo seu próprio nome, mas americanizando-o para Katherine Cheung. Em 1931, ela teve duas filhas, Doris e Dorothy e estava determinada a começar a voar. Em uma carta de um amigo na China, ela foi informada de que as escolas de aviação chinesas não permitiriam que mulheres se matriculassem como pilotos, o que não era incomum, já que nos EUA naquela época apenas 1% dos pilotos licenciados eram mulheres.

## Treinamento em aviação
Em 1931, Cheung se matriculou em aulas de aviação, tendo aulas de voo com a Associação Aeronáutica Chinesa em Los Angeles com o instrutor de voo Bert Ekstein. Em 30 de março de 1932, ela recebeu sua licença de piloto particular e fez planos para retornar dentro de algumas semanas para a China. Ela foi amplamente divulgada como a primeira mulher chinesa a obter uma licença nos Estados Unidos, ou a obter uma licença comercial, enquanto outros jornais reconheceram que ela era uma das duas mulheres pilotos chinesas. Depois de obter sua licença, ela continuou a estudar, muitas vezes com pilotos militares para aprender acrobacias, estruturas de aeronaves, roteamento internacional, navegação e outras habilidades que melhorariam sua versatilidade como piloto. As habilidades que ela aprendeu permitiram que ela participasse de shows aéreos, realizando barrel roll, voo invertido, loops e outros truques acrobáticos.
Assim que foi licenciada, Cheung começou a se apresentar em feiras e shows aéreos ao longo da costa da Califórnia. Suas performances foram emocionantes para a comunidade sino-americana e eles fizeram uma coleta (vaquinha) para conseguir um avião para ela usar. Anna May Wong e outros chineses étnicos gastaram US$ 2 000 para garantir um biplano da Fleet Aircraft de 125 cavalos de potência para Cheung. Ela participou de vários eventos de corrida, como o Campeonato Feminino de Los Angeles (1935) e Chatterton Air Race (1936). Em 1935, Cheung juntou-se ao clube para mulheres pilotos Ninety Nines, uma associação fundada por Amelia Earhart. Nesse mesmo ano, ela obteve sua licença de voo internacional, permitindo que ela participasse de voos comerciais, e foi reivindicada como a primeira mulher piloto chinesa comercial. Em 1936, Cheung tornou-se cidadã dos Estados Unidos, mas ainda tinha sonhos de retornar à China para trabalhar para o governo chinês e ensinar aviação. Ela acreditava que as possibilidades de desenvolvimento de serviços aéreos eram ilimitadas e reconhecia o potencial do serviço aéreo para áreas que não possuíam infraestrutura adequada para atender às necessidades de transporte.
Após a invasão da China pelo Japão em 1937, Cheung decidiu retornar à China e abrir uma escola de aviação. Ela visitou comunidades sino-americanas e arrecadou dinheiro para o empreendimento, garantindo US$ 7 000. Ela comprou um Ryan ST-A, mas seu primo foi morto enquanto testava o avião. O pai de Cheung, preocupado com a segurança de Katherine, fez com que ela prometesse desistir de voar. Enquanto ela continuou por alguns anos, a perda de seu amigo Earhart, seu primo, e seu pai, juntamente com a morte de seu irmão na China em 1942, finalmente a convenceu a desistir de voar, pois ela se tornou então o único apoio para a mãe dela.
Durante a Segunda Guerra Mundial, tornou-se instrutora de voo nos Estados Unidos e, quando a guerra terminou, comprou uma floricultura, que operou até sua aposentadoria em 1970. Em 1989, Cheung, com uma de suas filhas e um genro, retornou à China para visitar Enping. Suas férias chamaram muita atenção da mídia, pois ela foi homenageada por várias associações, o governo local e a indústria da aviação. Até a década de 1990, ela morava em Chinatown, mas naquela época mudou-se para Thousand Oaks, Califórnia, onde permaneceria até sua morte. Em 4 de março de 2001, Lan Hua Jun, Cônsul Geral da China em Los Angeles, presenteou Cheung com uma medalha em nome do governo chinês por suas contribuições como pioneira da aviação. A cerimônia foi realizada em conjunto com sua introdução no Hall da Fama das Pioneiras da International Women in Aviation.

## Morte e legado
Cheung morreu aos 98 anos em 2 de setembro de 2003 e foi enterrada no Forest Lawn Memorial Park em Hollywood Hills. Ela foi reconhecida por uma exibição no Museu de Aviação em Enping e no Museu de Aviação da Força Aérea de Pequim na China. Cheung foi reconhecida pelo Museu Nacional do Ar e do Espaço do Smithsonian como a "Primeira Aviadora Sino-Americana" e a Flight Path da Calçada da Fama em Los Angeles a homenageou com uma placa de bronze com seu nome. Além de outros prêmios e reconhecimentos, ela foi tema de um documentário de 2016 intitulado Aviatrix: The Katherine Sui Fun Cheung Story. Duas estátuas foram construídas em 2017 para homenagear Katherine em sua cidade natal de Enping, na China. Ela também foi destaque em um segmento de documentário de seis minutos para CCTV em 2019.